# As-Sajjid Nusajr
As-Sajjid Nusajr (arab. السيد محمد نصير; ur. 31 sierpnia 1905 w Tanta, zm. 28 listopada 1974 w Kairze) – egipski sztangista. Złoty medalista olimpijski z Amsterdamu.
Zawody w 1928 były jego jedynymi igrzyskami olimpijskimi. Triumfował w wadze lekkociężkiej, do 82,5 kilograma. Jego medal był pierwszym olimpijskim złotem wywalczonym przez egipskiego sportowca. Był wielokrotnym rekordzistą świata w różnych bojach.